# Axel Bratt
Axel Wilhelm Bratt, född 14 september 1841 i Göteborg, död 5 september 1912 i Stockholm, var en svensk jurist och ämbetsman, verksam i Jönköping.
Axel Bratt tillhörde släkten Bratt från Brattfors och var son till rådmannen Johan Gustaf Bratt (1807–1877) i Göteborg och Hanna Maria Johanna Frychius (1811–1877). Han var också bror till militären och politikern Christian Bratt, far till läkaren och politikern Ivan Bratt och farfar till restaurangmannen Hans Bratt och glaskonstnär Monica Bratt.
Han bedrev akademiska studier och disputerade på avhandlingen Om svenska allmogen under Gustaf II Adolphs regering vid Uppsala universitet 1863. Han läste också juridik, blev juris kandidat och senare assessor i Jönköping. År 1893 tillträdde han som hovrättsråd vid Göta hovrätt i Jönköping. Där var han verksam till 1911 och samma år flyttade han med hustru till Stockholm, där han avled året efter.
Han gifte sig 1875 med Ellen Wahlgren (1851–1932), de fick barnen Arnold 1876, Ivan 1878, Percival 1880, Axel 1884 och Gunnar 1892.
Han begravdes i Brattska familjegraven på Norra begravningsplatsen i Stockholm.